# Çağatay Çeken
Çağatay Çeken (* 18. Mai 1992 in Istanbul) ist ein türkischer Fußballspieler.

## Karriere

### Verein
Çeken kam im Istanbuler Stadtteil Şişli zur Welt und begann mit dem Vereinsfußball 2004 in der Nachwuchsabteilung Beşiktaş Istanbuls. Nachdem er 2007 zur Nachwuchsabteilung Kasımpaşa Istanbuls gewechselt war, kehrte er nach einem Jahr in den Nachwuchs von Beşiktaş zurück. 
Im Sommer 2011 verließ er die Nachwuchsabteilung Beşiktaş’ und startete beim Amateurverein AS Akyazıspor seine Karriere im Männerfußballbereich. Bereits nach einer Saison wurde er vom Istanbuler Viertligisten Üsküdar Anadolu 1908 SK, dem Zweitverein des Erstligisten Sivasspor, verpflichtet und erhielt damit seinen ersten Profivertrag. Bei diesem Verein spielte er die nächsten dreieinhalb Spielzeiten lang. Die Viertligasaison 2014/15 beendete er mit seiner Mannschaft als Meister der TFF 3. Lig und stieg damit mit ihr in die TFF 2. Lig auf.
Zur Rückrunde der Saison 2015/16 wurde er an den Erstligisten und Mutterverein Sivasspor abgegeben. Hier debütierte er in der Ligapartie vom 16. Januar 2016 gegen Galatasaray Istanbul in der Süper Lig. Im Januar 2017 wechselte er zum Drittligisten MKE Ankaragücü.

### Nationalmannschaft
Çeken startete seine Nationalmannschaftskarriere 2013. In diesem Jahr wurde er im Rahmen der Islamic Solidarity Games in den Kader der türkischen Olympia-Auswahlmannschaft nominiert und kam bei allen zwei Partien seiner Mannschaft zum Einsatz. Mit seiner Mannschaft wurde Çeken Turnierdritter.

## Erfolge
Mit Üsküdar Anadolu 1908 SK
- Meister der TFF 3. Lig und Aufstieg in die TFF 2. Lig: 2014/15

Mit MKE Ankaragücü
- Meister der TFF 2. Lig und Aufstieg in die TFF 1. Lig: 2016/17

Mit der Türkischen Olympia-Auswahlmannschaft
- Bronzemedaillengewinner der Islamic Solidarity Games: 2013